# Raymond Béthoux
Raymond Béthoux était ancien commissaire aux comptes et expert comptable. Il était également ancien professeur des universités associé au CNAM. Il a également exercé une activité de consultant en stratégie indépendant dans le cabinet BCS qu'il avait créé.

## Biographie
Sa carrière commence en 1955.
Il est nommé au poste de vice-président au département de développement des affaires de Fiducial, parallèlement à son activité de professeur dans une université française. Il est également consultant en stratégie.
Dans le cadre de ses recherches, il a notamment étudié les moyens de dynamiser l’entrepreneuriat français et s’est intéressé tout particulièrement à la place des femmes dans la création d’entreprises. 
Raymond Bethoux a contribué au Livre blanc de l’entrepreneuriat féminin et à l’Observatoire de l’entrepreneuriat féminin 2004, 2005 et 2006 (Fiducial édition).
Raymond Béthoux est décédé le 15 mars 2022.

## Œuvres (liste non exhaustive)
- Audit : les grands acteurs, in Encyclopédie de Comptabilité, Contrôle de Gestion et Audit, Sous la direction de Bernard Colasse, 2000, Édition Economica.
- États-Unis : où en est la «consolidation des firmes comptables», in La Profession Comptable, 1999